# Falsificabilitate

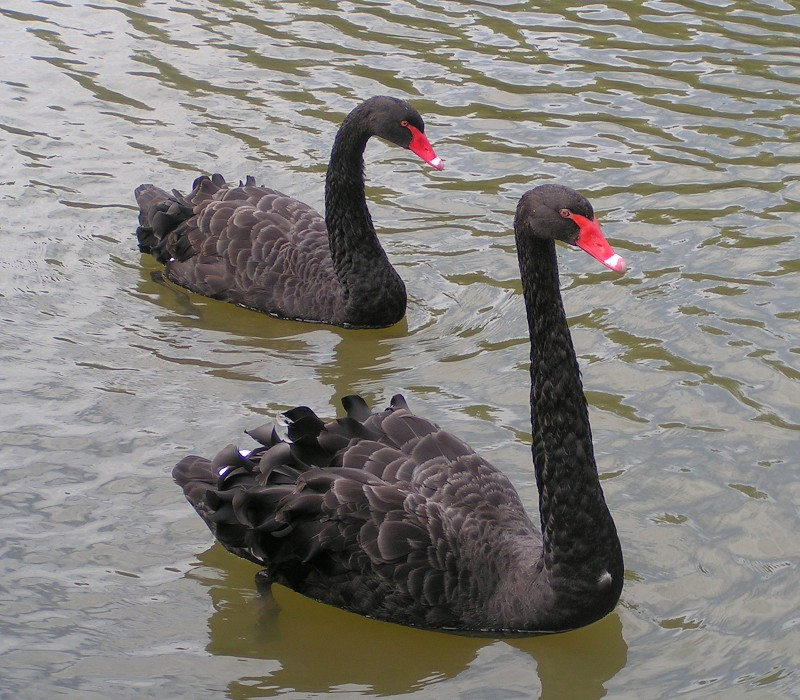
„Toate lebedele sunt albe” este un exemplu celebru de afirmație... adevărată până la descoperirea lebedelor negre în Australia, în anii 1700. Deci, afirmația „toate lebedelor sunt albe" poate fi (după data descoperirii lebedelor negre ușor de infirmat.

Falsificabilitatea (infirmabilitatea) este un concept introdus de Karl Popper în filozofia științei.
În lucrarea sa principală „Logik der Forschung” („Logica cercetării”, 1934, Viena), Karl Popper dezvoltă „Teoria falsificării” drept condiție fundamentală a cercetării științifice.

## Prezentare
În contrast cu reprezentanții „Cercului vienez”, Popper respinge principiul inducției, considerându-l lipsit de bază științifică, pentru că, de regulă, în special în domeniul științelor naturii, nu este niciodată posibil să se cerceteze și să se experimenteze toate cazurile sau ipostazele din natură. 
De aceea, niciun sistem științific nu poate pretinde a fi în mod absolut și pentru toate timpurile valabil. Se pot emite, cel mult, ipoteze de lucru cu caracter de model provizoriu prin care, în cel mai bun caz, se formulează probabilități. Este suficientă o singură abatere pentru infirmarea unei ipoteze, care rămâne numai atât timp adevărată, până când este invalidată (dovedită „falsă”). 
În știință nu se pot face progrese prin acel tip de experiențe, care nu fac decât să verifice legi încă valabile, ci prin probe, care dovedesc „falsitatea” lor și, în consecință, conduc la formularea de noi ipoteze. 
O ipoteză este științifică, doar atunci când permite invalidarea ei. Teoriile, care în mod sistematic nu admit nici o contradicție, respingând probele evidente constatate empiric, sunt pseudoștiințifice și capătă astfel - datorită unor interese de grup, fanatismului sau nepăsării - un caracter ideologic.

## Evoluția conceptului de falsificabilitate
Karl Popper a propus falsificabilitatea ca un criteriu important în diferențierea dintre știință și pseudoștiință. El susține că verificarea și confirmarea nu pot juca niciun rol în formularea unui criteriu satisfăcător de delimitare. În schimb, propune ca teoriile științifice să se deosebească de teoriile ne-științifice prin pretenții testabile pe care viitoarele observații le-ar putea dezvălui a fi false. Popper atrage atenția asupra faptului că teoriile științifice sunt caracterizate prin existența unor falsificatori potențiali – declarații care ar putea fi descoperite ca fiind false.
Popper este un realist care susține că teoriile științifice urmăresc adevărul, nu crede că dovezile empirice ne pot oferi vreodată motive pentru a crede că o teorie este adevărată sau poate fi adevărată. În acest sens, Popper este un falibilist, afirmând că este imposibil să se justifice convingerea că o anumită teorie științifică este adevărată. Unde alții văd progresul științei confirmând adevărul diferitelor revendicări particulare, Popper descrie știința ca progresând pe un model evolutiv, observațiile selectând împotriva teoriilor nepotrivite prin falsificarea lor.  Astfel, termenul falsificabilitate este sinonim cu testabilitatea.
”Propunerea mea se bazează pe o asimetrie între verificabilitate și falsificabilitate; o asimetrie care rezultă din forma logică a afirmațiilor universale. Deoarece acestea nu sunt derivate niciodată din afirmații singulare, ele pot fi contrazise de afirmații singulare.”
– Karl Popper, Logica descoperirii științifice
Popper a subliniat faptul că afirmațiile nefalsificabile sunt importante în știință. Contrar intuiției, afirmațiile nefalsificabile pot fi încorporate în – și deductiv generate de – teorii falsificabile. Popper a inventat noțiunea de programe de cercetare metafizice pentru a numi astfel de idei nefalsificabile. Spre deosebire de pozitivism, care a considerat că declarațiile sunt lipsite de sens dacă nu pot fi verificate sau falsificate, Popper a susținut că falsificabilitatea este doar un caz special al noțiunii mai generale de criticabilitate, chiar dacă a recunoscut că respingerea empirică este una dintre metodele cele mai eficiente prin care teoriile pot fi criticate. Criticabilitatea, spre deosebire de falsificabilitate și, deci, de raționalitate, poate fi cuprinzătoare (fără limite logice), deși această afirmație este controversată, chiar și printre susținătorii filozofiei și raționalismului lui Popper.

### Falsificabilitatea dogmatică
Falsificabilitatea deductivă inițială (naivă, dogmatică, sau naturalistă) a declarațiilor are loc prin modus tollens, prin intermediul unei anumite observații. Logica falsificării naive este valabilă dar limitată, datorită posibilelor „ajustări compensatorii”. Popper recunoscut aceste limitări ca răspuns la criticile lui Pierre Duhem. W. V. Quine a numit acest argument holism de confirmare. Pentru a falsifica logic un universal se poate găsi o afirmație singulară adevărată falsificabilă, dar este întotdeauna posibilă schimbarea declarației universale sau a afirmației existențiale, astfel încât să nu se producă falsificarea. Astfel, falsificarea naivă nu permite oamenilor de știință să prezinte o falsificare definitivă a declarațiilor universale.
Popper a negat că ar fi imaginat o astfel de teorie naivă a falsificabilității:
”Ceea ce aș dori să contest este faptul că aș fi elaborat vreodată o asemenea teorie naivă a falsificabilității. De la bun început am subliniat în lucrarea mea publicată în 1933, și mai ales în cea din 1934, că poți să te sustragi oricărei infirmări, dar că este foarte important să încerci să-ți clădești teoria în așa fel încât ea să poată fi infirmată…. niciodată nu trebuie să se renunțe la o teorie. Se mai poate încerca – și asta am spus-o explicit în Logica cercetării – salvarea teoriei cu ajutorul unor ipoteze ajutătoare sau cu alte mijloace.”
Pentru a depăși aceste probleme, Popper a imaginat că știința progresează prin respingerea succesivă a teoriilor falsificate păstrând pe cele cu putere explicativă mai mare, mai degrabă decât prin declarații falsificate.

### Falsificabilitatea metodologică
A doua formă de falsificabilitate luată în considerare a fost cea metodologică. Falsificatorul face aceleași ipoteze de bază ca în falsificabilitatea dogmatică, dar se numesc tentative, un set de presupuse cu ajutorul cărora se încearcă falsificarea teoriilor. Falsificabilitatea metodologică susține deciziile riscante. Deși alegerea pe care o facem ar putea fi greșită, falsificatorul metodologic vede acest lucru ca pe o problemă a celor mai puține două rele. Paul Newall  afirmă că este greu de criticat falsificabilitatea metodologică pentru simplul motiv că este nefalsificabilă.

### Falsificabilitatea sofisticată
Pentru a reduce convenționalismul din falsificabilitatea metodologică, Popper a conceput o versiune sofisticată a falsificabilitatății pe baza unor condiții impuse, respectiv noua teorie să aibă un conținut empiric în exces, să explice tot ce a fost explicat anterior și unele dintre aceste predicții noi să fi fost confirmate prin experiment. O teorie nu trebuie respinsă ca fiind falsă până când nu se dezvoltă una mai bună. Aceasta ne conduce la o noțiune de creștere sau dezvoltare a teoriilor în locul falsificabilitatății dogmatice care le acceptă sau le respinge în cazuri singulare, și niciun experiment nu poate fi crucial, dacă nu este interpretat ca atare după eveniment în lumina unei noi teorii pentru care oferă coroborarea. În cele din urmă, ideea de proliferare a teoriilor (pluralism) este importantă pentru falsificabilitatea sofisticată, spre deosebire de varianta dogmatică. Conflictul în știință nu este astfel între teorii și experimente, ci întotdeauna între teorii rivale.
”în timp ce eu nu pretind științei nici un fel de certitudine finală prin urmare nici nu o obțin, convenționalistul caută în știință „un sistem de cunoaștere bazat pe temeiuri-ultime“, pentru a folosi o frază a lui Dingler”.
Imre Lakatos afirmă că falsificabilitatea sofisticată se deosebește de cea dogmatică atât în regulile de acceptare (sau „criteriul de delimitare”), cât și în regulile sale de falsificare sau eliminare. Nu există nici o falsificare înainte de apariția unei teorii mai bune. Dar atunci caracterul distinctiv negativ al falsificabilității dogmatice dispare; critica devine mai dificilă și, de asemenea, pozitivă, constructivă. (Lakatos 1970)
Problema falsificabilității sofisticate este însă tocmai multitudinea teoriilor luate în considerare. În cazul a două teorii incompatibile, trebuie să ne întoarcem la aspectele convenționale ale falsificabilității metodologice sau la ipotezele incontestabile ale falsificabilității dogmatice pentru a face o alegere. Apelarea la fapte noi coroborate presupune o delimitare clară între termeni observaționali și teoretici, cu decizii convenționale cu privire la ceea ce constituie cunoștințe „de bază”. Pentru falsificabilitatea dogmatică știința se dezvoltă prin respingerea experimentală succesivă a teoriilor; proliferarea constantă a teoriilor este opțională, dar nu obligatorie. Pentru falsificabilitatea sofisticată, proliferarea teoriilor nu poate aștepta până când teoriile acceptate sunt „respinse”. În timp ce falsificabilitatea dogmatică accentuează „urgența înlocuirii unei ipoteze falsificate cu una mai bună”, falsificabilitatea sofisticată subliniază urgența înlocuirii oricărei ipoteze cu cea mai bună.
Popper afirmă că
”Sistemul de enunțuri de bază. în sensul în care folosesc eu termenul, include mai degrabă toate enunțurile singulare auto-consistente care au o anumită formă logică — toate enunțurile singulare factuale care pot t concepute ca atare. Astfel, sistemul enunțurilor de bază va conține multe enunțuri reciproc incompatibile.” 
”O teorie va fi numită „empirică“ sau ..falsificabilă“ dacă împarte în mod ambiguu mulțimea tuturor enunțurilor de bază posibile în următoarele două subclase nevide. În primul rând, mulțimea tuturor acelor enunțuri de bază cu care aceasta este inconsistentă (sau pe care îl elimină sau interzice): numim această mulțime, mulțimea falsificatorilor potențiali ai teoriei, iar în al doilea rând mulțimea acelor enunțuri elementare pe care nu le contrazice (sau pe care le „permite“). Putem spune mai concis că o teorie este falsificabilă dacă mulțimea falsificatorilor ei potențiali nu este vidă.” 

## Eseul „Prezumții și infirmări”
Popper a descris falsificabilitatea cu ajutorul observațiilor următoare, parafrazate dintr-un eseu din 1963 numit „Prezumții și infirmări” (Conjectures and Refutations):
1. Este ușor să confirmăm sau să verificăm aproape orice teorie - dacă căutăm confirmări.
2. Confirmările sunt importante doar dacă sunt rezultatul unor prognoze riscante; adică, dacă suntem nelămuriți de teorie, ar fi trebuit să ne așteptăm la un eveniment care era incompatibil cu teoria - un eveniment care ar fi infirmat teoria.
3. Teoriile științifice „bune” includ interdicții care nu îngăduie anumite lucruri să se întâmple.
4. O teorie care nu este infirmabilă de nici un eveniment științific posibil, nu este științifică. Infirmabilitatea este o virtute a unei teorii, nu este un defect.
5. Orice test veridic al unei teorii este o încercare de a o falsifica sau infirma. Teoriile care își asumă riscuri mai ridicate sunt mai testabile, mai expuse la infirmare.
6. A confirma o dovadă este relevant numai în cazul în care este rezultatul unui test veridic al teoriei; aici, „veridic” înseamnă că decurge dintr-o încercare serioasă, dar eșuată, de a falsifica teoria
7. Unele teorii testabile în mod veridic, atunci când se dovedesc a fi false, sunt în continuare susținute de către apologeții lor - de exemplu introducând ad-hoc o presupunere auxiliară, sau reinterpretând ad-hoc teoria astfel încât să scape infirmarii. O asemenea procedură este oricând posibilă, dar salvează teoria de la infirmare doar cu prețul de a-i distruge, sau afecta serios, statutul său științific.

## Critică
Deși principiul falsificabilității propus de Popper este util pentru a deosebi discipline științifice autentice de pseudo-științe (cum sunt astrologia, homeopatia, etc.), în mod practic falsificarea ipotezelor științifice nu e prezentă în arsenalul de zi cu zi al științelor. Mai degrabă, cunoașterea științifică avansează datorită acumulărilor cantitative de fapte experimentale și formulări teoretice, care sunt în general consistente cu teoriile general acceptate la un moment dat. Pe măsură ce tot mai multe noi fapte experimentale sunt descoperite, și pe măsură ce tehnologia permite măsurători din ce în ce mai precise, unele din aceste date experimentale vin în contradicție (falsifică) teoriile general acceptate. De cele mai multe ori aceste descoperiri/falsificări nu sunt intenționate și au loc în cursul proceselor științifice obișnuite. Un exemplu în acest sens îl constituie descoperirea faptului că viteza luminii este constantă (și nu depinde de direcția de propagare și de viteza relativă a sursei) într-un experiment desfășurat de către Michelson și Morley în 1887. Obiectivul acestui experiment era de fapt măsurarea vitezei luminii față de Eter, însă rezultatele experimentului, fiind în contradicție cu teoriile fizicii din acea vreme, au dus la abandonarea concepției Eterului și la formularea teoriei relativității speciale de către Albert Einstein în 1905. Această viziune a evoluției științei în etape constituite din acumulări cantitative urmate de revoluții în care „paradigma” științei se schimbă în mod fundamental, a fost formulată de către Thomas Kuhn în „Structura revoluțiilor științifice” (1962).
Imre Lakatos a respins perspectiva falsificaționismului naiv, conform căreia teoriile trebuie respinse în totalitatea lor, dacă sunt falsificate, adică infirmate prin rezultate experimentale sau empirice. Mai degrabă se păstrează la falsificări de obicei convingeri de bază la nivel conștient sau inconștient (care formează nucleul așa numitului program de cercetare), și numai afirmațiile din afara acestui nucleu sunt modfificate. Convingerile elementare care consituie miezul unui program de cercetare, pot fi respinse, în opinia lui Lakatos, numai atunci când avem la îndemână un program de cercetare alternativ, superior.

## Susțineri
Suporterii lui Karl Popper au susținut că cele mai multe critici se bazează pe o interpretare neînțeleasă a ideilor sale. Ei afirmă că Popper nu ar trebui interpretat în sensul că falsificabilitatea este o condiție suficientă pentru delimitarea științei. Unele pasaje par să sugereze că el o consideră doar o condiție necesară. Alte pasaje ar sugera că, pentru ca o teorie să fie științifică, Popper impune (pe lângă falsificabilitate) și alte teste, și că rezultatele negative ale testelor sunt acceptate. Un criteriu de delimitare bazat pe falsificare care include aceste elemente va evita cele mai evidente contra-argumente ale unui criteriu bazat numai pe falsificabilitate.
David Miller consideră că problema delimitării și a problema inducției la Popper sunt încă uneori ”lamentabil de greșit înțelese… Problema demarcării este rezolvată așa cum a rezolvat-o Popper.” Mulți critici înțeleg în mod greșit filozofia lui Popper în problema demarcării. Sarcina sa nu este de a „distinge problemele științifice și ne-științifice într-un mod care să prezinte un mandat epistemic mai sigur sau un temei doveditor pentru știință decât pentru neștiință”, conform lui Laudan, și nici „explicarea uzanțelor paradigmatice ale „științificului”. Problema nu ține de siguranță, mandat și motive pentru cei care trăiesc cu temerea că nu pot „avea dreptul să creadă nici o teorie științifică”, și nici de utilizare, clasificare și statut. Și, contrar lui Grunbaum, doar în mod accidental preocupată de ratificarea statutului neștiințific. Principala problemă a teoriei cunoașterii, cel puțin pentru un empirist, este destul de diferită în natură: Popper a descris principala problemă a teoriei cunoașterii ca „analiza critică a apelului la autoritatea experienței”. Filosofia lui Popper se opune în mod puternic și în mod expres tuturor acestor tendințe la modă și tuturor viziunilor științei ca „un corp de cunoaștere”:
”În contextul actual, nu prea contează dacă sunt sau nu drept în ceea ce privește incontestabilitatea oricăreia dintre aceste trei teorii [cele ale lui Freud, Adler și Marx]: aici ele servesc doar ca exemple, ca ilustrații. Scopul meu este de a arăta că „problema demarcării” mea a fost de la început problema practică de evaluare a teoriilor și de judecare a pretențiilor lor. Cu siguranță nu a fost o problemă de clasificare sau distincție a unor 	subiecte numite „știință” și „metafizică”. A fost mai degrabă o problemă practică urgentă: în ce condiții este un apel critic la experiență posibil – unul care ar putea purta niște fructe?”
Problema clară filosofică, și chiar logică, ce rezultă de aici, este: în ce circumstanțe o investigație empirică merită să se angajeze? cu soluția clară: ”din moment ce formularea unei ipoteze, acceptarea ei ca fiind un candidat pentru adevăr, trebuie să preceadă examinarea ei, sarcina unei investigații empirice nu poate fi să promoveze ipoteze, ci doar să le diminueze. Empirismul cere ca o ipoteză să fie păstrată dacă nu se ciocnește într-un mod adecvat cu experiența. Prin urmare, o ipoteză acceptată rămâne acceptată până când este respinsă. Nu sunt necesare alte acțiuni”
Miller consideră că problema inducției este de asemenea rezolvată în modul în care a făcut-o Popper.
Milos Taliga, în Against Watkins: From a Popperian point of view, argumentează împotriva criticii lui John Watkins care susține că teoria verosimilitudinii lui Popper (împreună cu teoria sa de coroborare) introduce elemente justificative și inductiviste. Pe scurt, Watkins susține că afirmația lui Popper că „putem ști sau cel puțin avem motive să credem că facem progrese în ceea ce privește adevărul” este cu siguranță un element justificativ, și afirmația că „dacă două teorii concurente au fost criticate și testate, și gradul de coroborare al uneia dintre ele este mai mare decât a celeilalte, avem, în general, motive să credem că prima este o aproximare mai bună a adevărului decât a doua” este suficientă pentru Watkins pentru a ajunge la concluzia că „evaluările de coroborare oferă o justificare pentru evaluările corespunzătoare de verosimilitudine… Se pare clar că un element inductiv a apărut aici”. După ce prezintă în detaliu argumentația lui Watkins, Popper o analizează și ajunge în final la concluzia că esența criticii este ”întrebarea „De ce cea mai bună teorie coroborată este cea mai bună teorie?” Watkins crede că răspunsul lui Popper ar fi: „Pentru că este mai adevărată decât toate celelalte considerate și o putem cunoaște sau cel puțin avem motive serioase să credem în ea”. Dar adevărul este că Popper a subliniat mereu că evaluarea noastră de verosimilitudine a ipotezelor concurente este doar o presupunere. El a insistat, de asemenea, că o putem apăra cu ajutorul coroborării-aprecierii și a altor motivații critice. Dar nu putem să o justificăm.” Watkins transformă motivele critice ale lui Popper (oferite pentru a apăra, dar nu pentru a justifica) în motive pozitive (oferite pentru a justifica).
Carl Hempel, în Empirical Statements and Falsifiability, critică și el afirmațiile lui Watkins împotriva lui Popper. Watkins tinde să ascundă natura problemei la îndemână argumentând ca și cum criteriul de falsificabilitate al afirmațiilor empirice este el însuși o declarație calificabilă drept adevărată sau falsă, atribuindu-i lui Popper „o încercare de a-și falsifica criteriul falsificabilității științei”. Dar Popper, departe de a considera criteriul său de falsificabilitate drept o declarație falsificabilă, este foarte explicit în a-și caracteriza propunerea ca o „propunere pentru o stipulare”, care trebuie judecată prin adecvarea ei la scopul său teoretic.

## Tendința actuală
După decăderea conceptului de falsificabilitate, s-a pus din nou problema metodei de demarcare între știință și pseudoștiință: să alegem cea mai probabilă teorie în scopuri educaționale, cea mai bine coroborată teorie de dragul adevărului, sau cea mai informativă și mai explicativă teorie pentru a ne apropia cel mai mult de realitate? Este posibil ca cele mai informative și mai explicative teorii să nu fie cea mai riscantă estimare, sau să nu aibă cea mai mare probabilitate anterioară înainte de testare, deci nu ar oferi neapărat cea mai mare șansă de a învăța. O teorie care ar corespunde în oarecare măsură falsificabilității ar fi cea mai probabilă teorie, având și cea mai bună șansă de a învăța din propriile greșeli. Dar este nevoie și de coroborare.
Promovarea pluralismului metodologic ar fi o soluție, putând să ușureze alegerea dificilă între teoria cea mai probabilă și cea mai bună coroborată teorie, dar dacă se alege cea mai bine coroborată teorie se pune în pericol caracterul empiric și raționalitatea științei, iar prin alegerea celei mai probabile teorii riscăm să pierdem cea mai bună aproximare a adevărului .
În 1978, Paul Thagard a propus ca pseudoștiința să se distingă de știință în primul rând prin faptul că ar fi mai puțin progresivă decât teoriile alternative pe o perioadă lungă de timp, iar susținătorii săi nu reușesc să recunoască sau să rezolve probleme cu ajutorul teoriei. În 1983, Mario Bunge a sugerat categoriile de „domenii de credință” și „domenii de cercetare”, pentru a ajuta la a distinge între pseudoștiință și știință, în cazul în care prima este în principal personală și subiectivă, și cea de a doua implică o anumită abordare sistematică.
Importanța delimitării pare să fi scăzut după ce Laudan a argumentat că nu există nicio șansă de a găsi un criteriu necesar și suficient pentru ceva atât de eterogen ca metodologia științifică. Criteriile de delimitare ar fi fost folosite istoric ca „mașini de război” în disputele polemice dintre „oameni de știință” și „pseudo-oameni de știință”. În opinia sa, delimitarea dintre știință și ne-știință a fost o pseudo-problemă, mai importantă ar fi concentrarea pe distincția dintre cunoștințele fiabile și cele nesigure. Sebastian Lutz, în schimb, susține că demarcarea nu trebuie să fie o singură condiție necesară și suficientă; trebuie să existe, mai degrabă, un criteriu necesar și un criteriu suficient posibil diferit. Alți critici au susținut criterii multiple de delimitare, specifice pentru fiecare ramură principală a științei.
Problema de demarcare a fost comparată de Michael LeVine cu problema diferențierii știrilor false de știrile reale, care au devenit proeminente în alegerile prezidențiale din 2016 ale Statelor Unite.